# Vals-le-Chastel
Vals-le-Chastel è un comune francese di 48 abitanti situato nel dipartimento dell'Alta Loira della regione dell'Alvernia-Rodano-Alpi.

## Società

### Evoluzione demografica
Abitanti censiti